# Murène liséré jaune
Gymnothorax flavimarginatus
Espèce
Murène liséré jaune (Gymnothorax flavimarginatus) est une espèce de poissons de la famille des murènes.

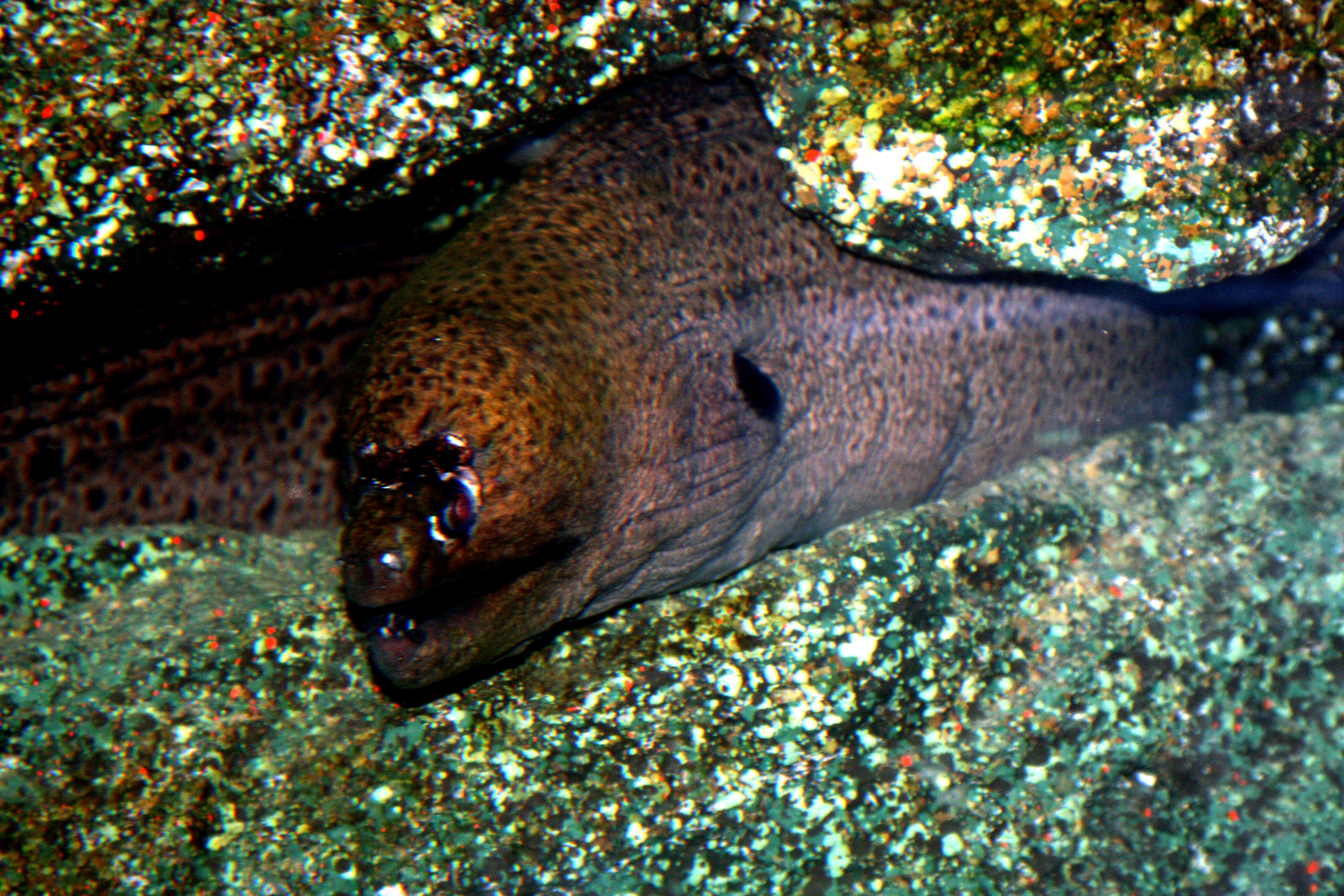
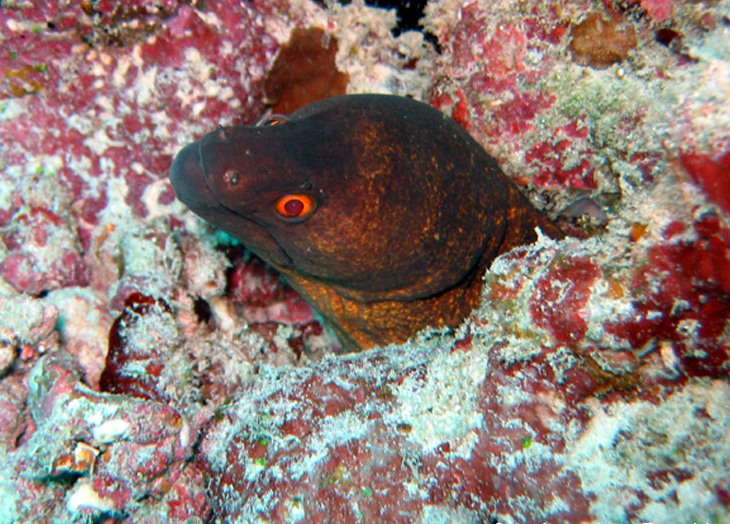
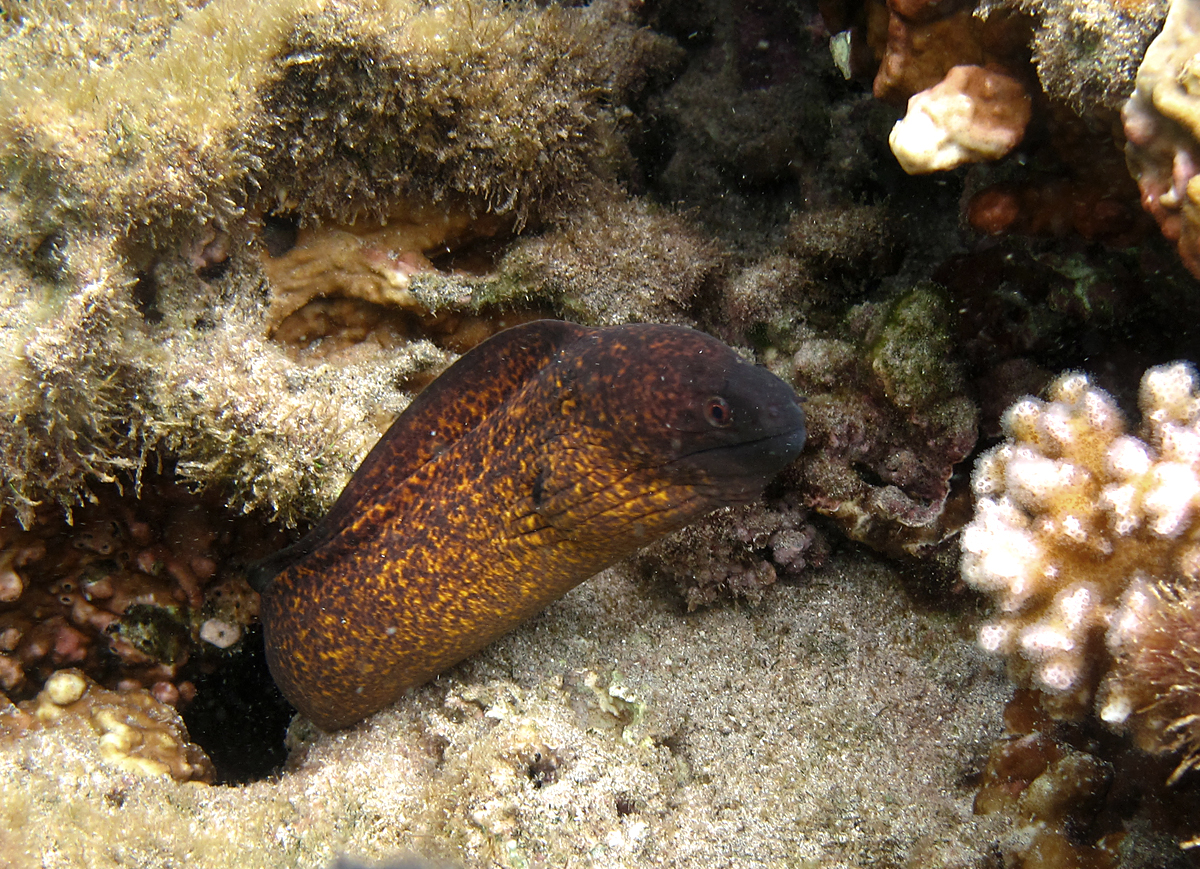
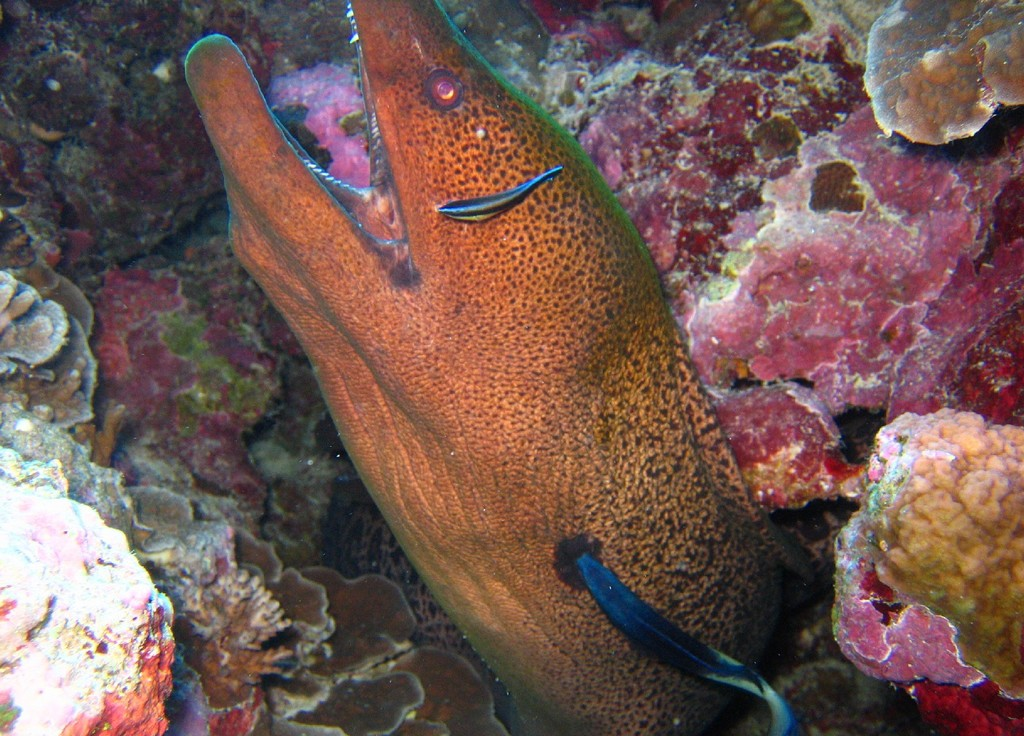
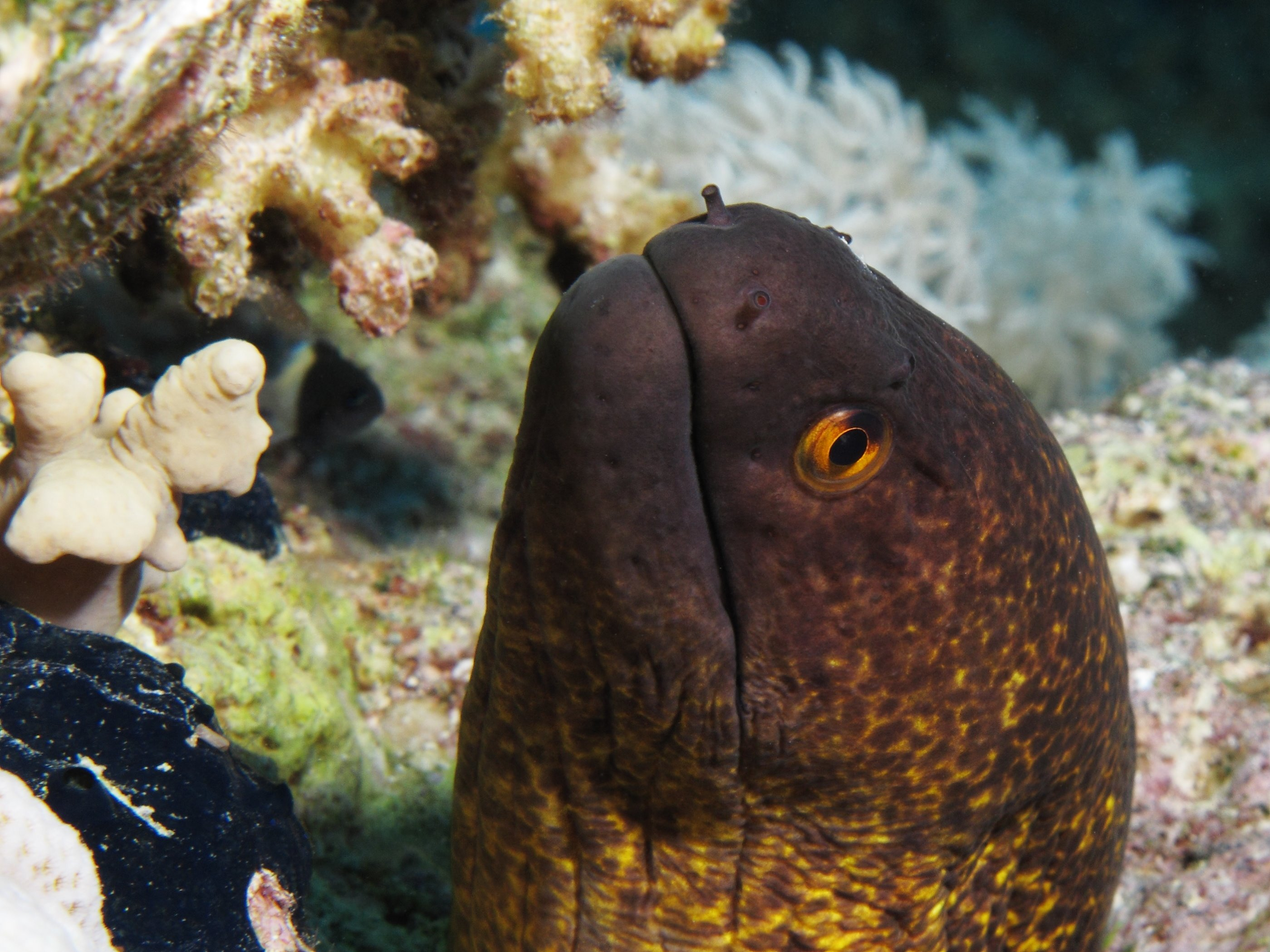